# Prionocyphon minusculus
Prionocyphon minusculus es una especie de coleóptero de la familia Scirtidae.

## Distribución geográfica
Habita en Vietnam.